# 双齿风毛菊
双齿风毛菊（学名：Saussurea lavrenkoana）是菊科风毛菊属的植物，为中国的特有植物。分布在中国大陆的四川等地，生长于海拔4,000米的地区，多生于高山草甸，目前尚未由人工引种栽培。